# A.I. - Inteligência Artificial
A. I. - Inteligência Artificial (em inglês: A.I. Artificial Intelligence) é um filme de ficção científica dramático estadunidense, de 2001, dirigido por Steven Spielberg. Com o roteiro de Spielberg e a história concebida por Ian Watson, o filme é vagamente baseado no conto de 1969 "Supertoys Last All Summer Long" de Brian Aldiss. Situado em uma sociedade futurista, o filme é estrelado por Haley Joel Osment como David, um andróide infantil exclusivamente programado com a capacidade de amar; Jude Law, Frances O'Connor, Brendan Gleeson e William Hurt estrelam em papéis coadjuvantes.
O desenvolvimento de A.I. começou originalmente depois que o produtor e diretor Stanley Kubrick adquiriu os direitos da história de Aldiss no início dos anos 1970. A partir de então, Kubrick contratou uma série de escritores, incluindo Aldiss, Bob Shaw, Ian Watson e Sara Maitland, até meados dos anos 1990 para desenvolver um projeto. Contudo, o filme definhou num inferno de desenvolvimento por anos, em parte porque Kubrick sentiu que as imagens geradas por computador não eram avançadas o suficiente para representar o personagem David, que ele acreditava que nenhum ator mirim retrataria de forma convincente. Em 1995, Kubrick entregou o projeto de A.I. a Spielberg, mas o filme não ganhou força até o falecimento de Kubrick em 1999. Spielberg permaneceu próximo ao tratamento de Watson para o roteiro e dedicou o filme a Kubrick.
O filme foi lançado em 29 de junho de 2001 na América do Norte, sendo distribuído pela Warner Bros. e DreamWorks através de um acordo entre as empresas. Recebeu críticas geralmente positivas dos críticos e arrecadou US$ 235,9 milhões contra um orçamento estimado entre US$ 90–100 milhões. Recebeu indicações ao Óscar de Melhores efeitos visuais e Melhor trilha sonora (pelo trabalho de John Williams, colaborador de longa data de Spielberg). Em uma pesquisa da BBC de 2016 com 177 críticos ao redor do mundo, A. I. - Inteligência Artificial foi eleito o octogésimo terceiro melhor filme pós-2000. Desde então, foi chamado de uma das melhores obras de Spielberg, bem como um dos maiores filmes do século 21 até hoje.

## Enredo
No século 22, o aumento do nível do mar causado pelo aquecimento global destruiu cidades costeiras e alterou o clima do mundo. Com a população humana em declínio, nações avançadas criaram robôs humanoides chamados "Mecha" para desempenhar vários papéis na sociedade. Uma dessas empresas fabricantes se chama Cybertronics, que está sediada nas ruínas de Nova York.
Em Madison, Nova Jersey, David, um protótipo de criança Mecha de onze anos capaz de sentir emoções como o amor, é dado a Henry Swinton, um funcionário da Cybertronics, e sua esposa Monica, cujo filho Martin está em animação suspensa após contrair uma doença rara. Inicialmente desconfortável com a presença de David, Monica gradualmente desenvolve um vínculo maternal com o robô, fazendo com que ela "ative seu protocolo de impressão afetiva". Querendo que ela o ame em troca, David faz amizade com Teddy, o velho ursinho de pelúcia robótico de Martin, que Monica lhes dá de presente.
Depois que Martin é inesperadamente curado de sua doença e levado para casa, o garoto invejadamente incita David a cortar um pedaço do cabelo de Monica. Naquela noite, David entra no quarto de seus pais adotivos, mas quando Monica se vira, a tesoura acidentalmente a espeta no olho, enquanto Teddy testemunha a cena. Um tempo depois, durante uma festa na piscina, um dos amigos de Martin cutuca David com uma faca, acionando sua programação de autoproteção; David agarra Martin e inadvertidamente o empurra para a piscina, fazendo com que ambos caiam no fundo desta. Após Martin ser resgatado, David é acusado de colocar as outras pessoas em perigo.
Após o susto, Henry convence Monica a devolver David para a Cybertronics para ser destruído. No caminho para a fábrica, ela poupa David, abandonando-o, junto com Teddy, na floresta adjacente, cheia de sucatas de outros Mechas obsoletos. Agora acompanhado apenas pelo ursinho, David relembra o conto As Aventuras de Pinóquio, que Monica contava para Martin, e decide procurar a Fada Azul para se tornar humano, acreditando que isso irá recuperar o amor de Monica.
David e Teddy são capturados pela "Feira da Carne", um evento itinerante semelhante a um circo, no qual Mechas obsoletos são destruídos diante de multidões zombeteiras. Prestes a ser destruído, David implora por sua vida, e o público presente se revolta, permitindo que ele escape com Gigolo Joe, um Mecha prostituto que está fugindo das autoridades após ser acusado de assassinato durante um de seus programas. David, Teddy e Joe vão para a decadente cidade turística de Rouge City, onde o "Dr. Saber", um mecanismo de animação holográfica de respostas, os direciona para o topo do Rockefeller Center, nas ruínas inundadas de Nova York, e fornece informações de contos de fadas que David interpreta como sugestão de que uma Fada Azul possa ajudá-lo. Para chegarem até lá, David, Joe e Teddy roubam um veículo anfíbio da polícia, que estava atrás de Joe naquele momento.
Uma vez nas ruínas de Nova York, David chega até a sede das Cybertronics e conhece o Professor Hobby, seu criador, que lhe diz que ele é apenas um robô com capacidade de amar e desejar e que sua experiência vivendo com Monica se tornou um grande sucesso. Após Hobby sair da sala por um instante, David encontra cópias de si mesmo, incluindo variantes femininas chamadas "Darlene", prontas para serem comercializadas. Desanimado por seu senso perdido de individualidade, David tenta suicídio caindo de um arranha-céu no oceano. Enquanto está debaixo d'água, David avista a presença de uma figura parecida com a Fada Azul antes de Joe resgatá-lo. Antes que David possa explicar o que viu, as autoridades chegam e finalmente capturam Joe com um eletroímã, mas antes que David seja capturado junto, Joe programa a aeronave em que eles estão para que esta se torne um submarino; Teddy e David submergem dentro do veículo e escapam da polícia enquanto Joe é levado.
David e Teddy então assumem o controle do veículo e se dirigem até a Fada Azul vista por David, que, na verdade, é uma estátua de uma antiga atração do parque de Coney Island. Os dois ficam presos quando a Roda Gigante cai sobre o veículo. Ainda acreditando que a Fada Azul é real, David pede repetidamente à estátua para transformá-lo em um menino de verdade, até que sua fonte de energia se esgote.
Dois mil anos depois, a humanidade está extinta e Manhattan está coberta por gelo glacial, enquanto os Mechas evoluíram para uma forma avançada. Um grupo de Mechas conhecido como os Especialistas, interessados na humanidade, encontra e ressuscita David e Teddy. Eles reconstroem a casa da família Swinton a partir das memórias de David antes de explicar, por meio de uma versão interativa da Fada Azul, que ele não pode se tornar humano. No entanto, eles recriam Monica a partir do material genético do fio de cabelo que Teddy havia guardado quando David cortou o cabelo de Monica. Entretanto, essa versão de Monica pode viver apenas um dia e não pode ser revivida. David então passa seu dia mais feliz com Monica, e quando ela adormece à noite, Monica diz a David que sempre o amou. David deita-se ao lado dela e fecha os olhos.

## Elenco
- Haley Joel Osment como o robô humanoide David. Osment foi a primeira e única escolha de Spielberg para o papel. Para retratar o personagem, Osment evitou piscar os olhos e "programou-se" com uma boa postura.[9]
- Frances O'Connor como Monica Swinton
- Sam Robards como Henry Swinton
- Jude Law como Gigolo Joe. Para se preparar para o papel, Law estudou a atuação de Fred Astaire e Gene Kelly, cujos movimentos Joe imita.[10][11]
- Jake Thomas como Martin Swinton
- William Hurt como Professor Allen Hobby
- Brendan Gleeson como o animador da Feira da Carne, Lord Johnson-Johnson
- Jack Angel como a voz do ursinho Teddy
- Ken Leung, Matt Winston, Eugene Osment e Clark Gregg como funcionários da Cybertronics
- April Grace como estagiária da Cybertronics
- Enrico Colantoni como o verdadeiro assassino de uma das clientes de Joe, fazendo com que ele se torne o principal suspeito e perseguido pela polícia
- Paula Malcomson como Patricia, uma das clientes de Joe
- Ashley Scott como Gigolô Jane, uma humanoide prostituta colega de Joe
- Kathryn Morris como animadora da Feira da Carne
- Adrian Grenier como um dos adolescentes no veículo que Joe e David pegam carona
- Robin Williams como a voz do Dr. Saber
- Meryl Streep como a voz da Fada Azul
- Chris Rock como a voz de um robô comediante capturado na Feira da Carne
- Ministry como a banda que toca na Feira da Carne

## Produção

### Desenvolvimento
Stanley Kubrick começou o desenvolvimento de uma adaptação do conto "Super-Toys Last All Summer Long" no final da década de 1970, contratando o autor da história, Brian Aldiss, para escrever um tratamento de filme. Em 1985, Kubrick pediu a Steven Spielberg para dirigir o filme, com Kubrick atuando como produtor. A Warner Bros. concordou em cofinanciar A.I. e cobrir as tarefas de distribuição. No entanto, o filme sofreu um processo de inferno do desenvolvimento após Aldiss ser dispensado por Kubrick por diferenças criativas em 1989. O escritor Bob Shaw serviu brevemente como roteirista, saindo do projeto após seis semanas devido à exigente agenda de trabalho de Kubrick, sendo substituído por Ian Watson em março de 1990. Aldiss comentou mais tarde: "O bastardo não apenas me demitiu, como também contratou meu inimigo [Watson] em seu lugar". Kubrick entregou a Watson um livro que contava a história As Aventuras de Pinóquio, do romancista italiano Carlo Collodi, para servir como inspiração, dizendo que o filme serviria como "uma versão robótica picaresca de Pinóquio".
Três semanas depois, Watson deu a Kubrick seu primeiro tratamento de história e concluiu seu trabalho do filme em maio de 1991 com outro tratamento de noventa páginas. O personagem Gigolo Joe foi originalmente concebido como um G.I. Mecha, mas Watson sugeriu mudá-lo para um prostituto masculino. Kubrick brincou declarando: "Acho que perdemos o mercado infantil [com essa decisão]". Enquanto isso, Kubrick abandonou temporariamente a produção de A.I. para trabalhar em uma adaptação cinematográfica do romance Wartime Lies de Louis Begley, sentindo que a animação por computador não era avançada o suficiente para criar o personagem David. Após o lançamento de Jurassic Park de Spielberg, que apresentou seu CGI inovador, foi anunciado em novembro de 1993 que a produção de A.I. seria retomada em 1994. Dennis Muren e Ned Gorman, que trabalharam em Jurassic Park, tornaram-se supervisores de efeitos visuais, mas Kubrick ficou descontente com sua pré-visualização e com as despesas de contratação da Industrial Light & Magic - ILM e os serviços de Stan Winston.

"Stanley [Kubrick] mostrou a Steven [Spielberg] 650 desenhos que ele tinha, o roteiro, a história, tudo... Stanley disse: 'Olha, por que você não dirige e eu produzo?' Steven estava quase em choque."

– O produtor Jan Harlan, sobre o primeiro encontro de Spielberg com Kubrick sobre A.I.
Kubrick pediu a Sara Maitland para dar ao filme uma ressonância mítica. Ela lembra: "Ele nunca se referiu ao filme como 'A.I.'; ele sempre o chamou de 'Pinóquio'". A versão de Kubrick terminou da mesma forma que a de Spielberg, com Mechas avançados revivendo Monica, mas apenas por um dia.

### Pré-produção
No início de 1994, o filme estava em pré-produção com Christopher "Fangorn" Baker trabalhando como artista conceitual e Sara Maitland auxiliando na história, o que lhe deu "um foco de conto de fadas feminista". Chris Cunningham se tornou o novo supervisor de efeitos visuais. Alguns de seus trabalhos não produzidos para A.I. podem ser vistos no DVD The Work of Director Chris Cunningham.
Além de considerar a animação por computador, Kubrick também fez com que Joseph Mazzello fizesse um teste de tela para o papel principal. Cunningham ajudou a montar uma série de "pequenos humanos do tipo robô" para o personagem David. Nas palavras do produtor Jan Harlan: "Tentamos construir um garotinho com um rosto de borracha móvel para ver se poderíamos torná-lo atraente [...] Mas foi um fracasso total, parecia horrível". Hans Moravec foi contratado como consultor técnico. Enquanto isso, Kubrick e Harlan pensaram que a produção de A.I. estaria mais próxima das sensibilidades de Steven Spielberg como diretor. Kubrick ofereceu o cargo a Spielberg em 1995, mas ele escolheu dirigir outros projetos e convenceu Kubrick a permanecer como diretor. O filme foi novamente suspenso devido ao compromisso de Kubrick com De Olhos Bem Fechados (1999).
Após a morte de Kubrick em março de 1999, Harlan e Christiane Kubrick abordaram Spielberg para assumir a posição de diretor. Em novembro de 1999, Spielberg estava escrevendo o roteiro baseado no tratamento da história de noventa páginas de Watson. Foi seu primeiro crédito como roteirista solo desde Close Encounters of the Third Kind (1977). A pré-produção foi brevemente interrompida em fevereiro de 2000 porque Spielberg ponderou dirigir outros projetos, que eram Harry Potter e a Pedra Filosofal, Minority Report e Memórias de uma Gueixa. No mês seguinte, Spielberg anunciou que A.I. seria seu próximo projeto, com Minority Report inicialmente servindo como uma continuação. Para agilizar o processo de produção do filme, Spielberg trouxe de volta Chris Baker como artista conceitual. Ian Watson relatou que o roteiro final foi muito fiel à visão de Kubrick; até mesmo o final, que é frequentemente atribuído a Spielberg, dizendo: "Os vinte minutos finais são bem próximos do que escrevi para Stanley, e do que Stanley queria, fielmente filmado por Spielberg sem sentimentalismos adicionados".

### Filmagens e efeitos visuais
As atrizes Julianne Moore e Gwyneth Paltrow foram consideradas para o papel de Monica Swinton antes de Frances O'Connor ser escalada. Jerry Seinfeld foi originalmente considerado para dar voz e interpretar o robô comediante da Feira da Carne antes de Chris Rock ser escalado.
A data de início original para as filmagens era 10 de julho de 2000 mas acabaram sendo adiadas para agosto. Além de algumas semanas de filmagens no Parque Regional de Oxbow, em Óregon, A.I. foi rodado inteiramente nos estúdios de som da Warner Bros. Studios e no interior do Spruce Goose Dome em Long Beach, Califórnia.
Spielberg copiou a abordagem obsessivamente secreta de Kubrick para a produção cinematográfica ao se recusar a dar o roteiro completo ao elenco e à equipe, proibindo a imprensa de entrar no set e fazendo os atores assinarem acordos de confidencialidade. Por exemplo, Jack Angel, que dublou Teddy, gravou suas falas totalmente fora do contexto, recebendo apenas instruções para soar como o personagem Ió do universo Ursinho Pooh; Spielberg também pediu a Angel que estivesse no set todos os dias para fazer alterações nas falas sempre que achasse necessário. A especialista em robótica social Cynthia Breazeal atuou como consultora técnica durante a produção. O figurinista Bob Ringwood estudou pedestres na Las Vegas Strip para definir sua influência ao retratar os figurantes de Rouge City. Efeitos visuais, como a remoção das hastes visíveis que controlavam Teddy e a remoção dos movimentos respiratórios de Haley Joel Osment, foram fornecidos internamente pela PDI/DreamWorks.

### Alusões e homenagens

Os versos do poema "The Stolen Child", do escritor William Butler Yeats, aparecem na cena onde David e Gigolo Joe consultam o Dr. Saber.

O jornalista especilista em cinema A. O. Scott observou homenagens de Spielberg a Kubrick em A.I., "referências maliciosas a Laranja Mecânica, The Shining e predominantemente 2001: A Space Odyssey", além da própria história de Pinóquio de Collodi. Os versos citados pelo Dr. Saber são do poema "The Stolen Child" (em português: "A Criança Roubada") do dramaturgo irlandês William Butler Yeats:
| “                                              | Vai embora, criança humana Para as águas e as montanhas De mãos dadas, com uma fada Pois o mundo é mais cheio de dor Do que possa imaginar. | ” |
| — "The Stolen Child", de William Butler Yeats. | |   |

## Trilha sonora
O álbum da trilha sonora do filme foi lançado pela Warner Sunset Records em 2001. A trilha sonora original foi composta e conduzida por John Williams e apresenta os cantores Lara Fabian (em duas músicas) e Josh Groban (em uma). O álbum da trilha sonora do filme também ganhou um lançamento limitado especial após a indicação ao Óscar de melhor trilha sonora, bem como um relançamento pela La-La Land Records em 2015. A banda Ministry aparece no filme tocando a música "What About Us?", mas a mesma não consta na lista de faixas do álbum oficial da trilha sonora.
Williams chamou sua partitura de uma "homenagem a Kubrick". Ele inclui ecos da música coral de Gyorgy Ligeti, que Kubrick usou em 2001: A Space Odyssey. A pedido de Kubrick, Williams incluiu uma citação de Der Rosenkavalier de Richard Strauss em sua partitura.
A trilha sonora de A.I. - Inteligência Artificial foi indicada ao Óscar em 2002 para Melhor trilha sonora original, perdendo para o trabalho de Howard Shore em The Lord of the Rings: The Fellowship of the Ring.

## Lançamento

### Marketing
O primeiro teaser trailer do filme estreou em 8 de dezembro de 2000, com o lançamento teatral de Prova de Vida. A Warner Bros. usou um jogo de realidade alternativa intitulado The Beast para promover o filme. Mais de quarenta sites foram criados pela Atomic Pictures na cidade de Nova York, incluindo um fictício site da Cybertronics Corp. Estava planejada também uma série de videogames para o console de videogame Xbox que seguiria o enredo de The Beast, mas esta acabou não sendo desenvolvida. Para evitar que o público confundisse A.I. com um filme infantil, nenhuma figura de ação baseada no filme foi criada, embora a Hasbro tenha lançado um Teddy falante após o lançamento do filme em junho de 2001.
A.I. - Inteligência Artificial estreou no Festival de Cinema de Veneza em 2001.

### Mídia doméstica
O filme foi lançado em VHS e DVD nos Estados Unidos pela DreamWorks Home Entertainment e Touchstone Home Video em 5 de março de 2002 em edições especiais de dois discos em tela ampla e tela cheia, apresentando um extenso documentário de dezesseis partes detalhando o desenvolvimento do filme, produção, efeitos visuais, design de som e música. Os bônus também incluíram entrevistas com Haley Joel Osment, Jude Law, Frances O'Connor, Steven Spielberg e John Williams, além de dois teaser trailers para o lançamento original do filme nos cinemas e uma extensa galeria com fotos da produção e storyboards originais de Stanley Kubrick. Em outros países, o filme foi lançado pela Warner Home Video.
O filme foi lançado em Blu-ray no Japão pela Warner Home Video em 22 de dezembro de 2010, seguido logo por um lançamento nos Estados Unidos pela Paramount Home Entertainment e Touchstone Home Entertainment (que era a proprietária do catálogo da DreamWorks antes de 2010) em 5 de abril de 2011. Este Blu-ray apresenta o filme remasterizado em alta definição e incorpora todos os recursos de bônus incluídos anteriormente no primeiro lançamento em DVD.

## Recepção

### Desempenho comercial
A.I. estreou em 3.242 cinemas nos Estados Unidos e Canadá em 29 de junho de 2001, arrecadando US$ 29,35 milhões, ficando em primeiro lugar durante seu fim de semana de estreia. O filme arrecadou US$ 78,62 milhões nos Estados Unidos e Canadá. Estreando em 524 telas no Japão, A.I. arrecadou quase dois bilhões de ienes em seus primeiros cinco dias, marcando a maior estreia de um filme em junho no Japão na época, e vendeu mais ingressos em seu fim de semana de estreia do que Star Wars: Episódio I – A Ameaça Fantasma, embora tenha arrecadado um pouco menos; só no Japão, o filme arrecadou US$ 78 milhões. O filme obteve um total global de US$ 235,9 milhões de dólares, contra um orçamento estimado entre 90 a 100 milhões.

### Resposta crítica
No agregador de resenhas cinematográficas online Rotten Tomatoes, A. I. - Inteligência Artificial tem uma taxa de aprovação de 76% com base em avaliações de 203 críticos, com uma classificação média de 6,60/10 sob o seguinte consenso crítico: "Um curioso, nem sempre perfeito, amálgama da desolação fria de Kubrick e do otimismo caloroso de Spielberg. A.I. é, em uma palavra, fascinante". No Metacritic, outro agregador, o filme tem uma pontuação média ponderada de 65/100 com base em avaliações de 32 críticos, indicando "avaliações geralmente favoráveis". O público dos cinemas pesquisado pelo instituto CinemaScore deu ao filme uma nota média "C+" em uma escala de "A+" a "F".
O produtor Jan Harlan afirmou que Kubrick "teria aplaudido" o filme final, enquanto que a viúva de Kubrick, Christiane, também aprovou A.I. Brian Aldiss também admirou o filme: "Achei um filme inventivo, intrigante, engenhoso e envolvente. Há falhas nele e suponho que posso ter uma reclamação pessoal, mas faz tanto tempo que o escrevi"; sobre o final do filme, ele se perguntou como poderia ter sido se Kubrick tivesse dirigido o filme: "Esse é um dos 'ses' da história do cinema — pelo menos o final indica Spielberg adicionando um pouco de açúcar ao vinho de Kubrick. O final real é excessivamente simpático e, além disso, abertamente projetado por um dispositivo de enredo que realmente não tem credibilidade. Mas é uma peça brilhante de filme e, claro, é um fenômeno porque contém as energias e talentos de dois cineastas brilhantes".
O crítico de cinema A. O. Scott escreveu sobre o filme: "O Sr. Spielberg parece estar tentando o feito improvável de fundir o estilo frio e analítico de Kubrick com sua própria sensibilidade mais calorosa e carente. Ele conta a história lentamente e a filma com objetividade lúcida e hipnotizante, criando um clima tão em camadas, dissonante e estranho quanto a trilha sonora modernista incomumente contida de John Williams". Ele conclui: "O próprio final de alguma forma funde o conforto catártico da realização do desejo infantil — o sonho de que o primeiro amor perfeito cuja perda experimentamos como a queda do Éden pode ser restaurado — com um sentimento quase terrível demais para reconhecer ou nomear. Recusando-se a nos abraçar ou nos embalar em um sono fácil, o Sr. Spielberg localiza a moral não dita de todos os nossos contos de fadas. Ser real é ser mortal; ser humano é amar, sonhar e perecer".
Richard Corliss, crítico da revista Time, elogiou muito a direção de Spielberg, bem como o elenco e os efeitos visuais. Roger Ebert, do jornal Chicago Sun-Times, deu ao filme três estrelas de um total de quatro, dizendo que A.I. é "maravilhoso e enlouquecedor"; Ebert mais tarde deu ao filme quatro estrelas e adicionou-o ao seu cânone de "Grandes Filmes" em 2011.
Jonathan Rosenbaum do Chicago Reader comparou A. I. - Inteligência Artificial ao filme soviético de 1972 Solaris, e elogiou Kubrick "por propor que Spielberg dirigisse o projeto" quanto Spielberg "por fazer o máximo para respeitar as intenções de Kubrick ao mesmo tempo em que o tornava um trabalho profundamente pessoal". Em 2009, ele descreveu A.I. como "um filme muito bom e profundamente incompreendido", observando que Andrew Sarris, Stan Brakhage e James Naremore "mais ou menos" concordaram com essa avaliação.
O crítico de cinema Armond White, da revista New York Press, elogiou o filme, observando que "cada parte da jornada de David através dos universos carnais e sexuais até a devastação escatológica final se torna tão profundamente filosófica e contemplativa quanto qualquer coisa dos artistas mais pensativos e especulativos do cinema como Borzage, Ozu, Demy e Tarkovsky". O cineasta Billy Wilder saudou A.I. como "o filme mais subestimado dos últimos anos", enquanto Ken Russell chorou durante o final do longa.
O crítico Mick LaSalle, em resenha para o San Francisco Chronicle, fez uma crítica amplamente negativa. "A.I. exibe todos os traços ruins de seus criadores e nenhum dos bons. Isso resulta em uma história sem estrutura, sinuosa e em câmera lenta de Kubrick combinada com a falta de consciência confusa e fofinha de Spielberg"; apelidando-o de "primeiro filme chato" de Spielberg, LaSalle também achou que os robôs no final do filme eram alienígenas e comparou o personagem Gigolo Joe ao "inútil" Jar Jar Binks, de Star Wars, mas elogiou Robin Williams por sua interpretação como um "Albert Einstein futurista". Peter Travers, da revista Rolling Stone, fez uma crítica mista, dizendo: "Spielberg não consegue corresponder ao lado mais sombrio do futuro de Kubrick", embora Travers também elegesse A.I. como um dos dez melhores filmes daquele ano.
Em 2002, Spielberg disse ao crítico de cinema Joe Leydon: "As pessoas fingem pensar que conhecem Stanley Kubrick e pensam que me conhecem, quando a maioria delas não conhece nenhum de nós... E o que é realmente engraçado sobre isso é que todas as partes de A.I. que as pessoas presumem que eram de Stanley eram minhas. E todas as partes de A.I. que as pessoas me acusam de 'adoçar', suavizar e sentimentalizar eram todas de Stanley. O ursinho de pelúcia era de Stanley. Os últimos vinte minutos do filme foram completamente de Stanley. Os primeiros 35, quarenta minutos do filme — todas as coisas da casa — foram palavra por palavra, do roteiro de Stanley. Essa era a visão de Stanley... Oitenta por cento dos críticos confundiram tudo. Mas eu conseguia entender o porquê. Porque, obviamente, eu fiz muitos filmes em que as pessoas choraram e ficaram sentimentais. E eu fui acusado de sentimentalizar material hardcore. Mas, na verdade, foi Stanley quem fez as partes mais doces de A.I., não eu. Eu sou o cara que fez o centro escuro do filme, com a Feira da Carne e tudo mais. É por isso que ele queria que eu fizesse o filme em primeiro lugar. [Quando Kubrick ofereceu o filme] ele disse: 'Isso está muito mais próximo de suas sensibilidades do que das minhas'". Spielberg concluiu: "Embora a crítica ficasse meio dividida quando A.I. foi lançado, senti que havia alcançado os desejos ou objetivos de Stanley".
Ao rever o filme muitos anos após seu lançamento, o crítico de cinema da BBC de Londres Mark Kermode pediu desculpas a Spielberg em uma entrevista em janeiro de 2013 por "errar" sobre o filme quando o viu pela primeira vez em 2001. Ele passou a acreditar que A.I. é uma "obra-prima duradoura" de Spielberg.

## Prêmios e indicações
O filme recebeu duas indicações ao Óscar em 2002 nas categorias de Melhores efeitos visuais e Melhor trilha sonora (perdendo ambos para The Lord of the Rings: The Fellowship of the Ring). No Globo de Ouro, Jude Law recebeu uma indicação para Melhor ator coadjuvante em cinema, enquanto Spielberg e Williams foram indicados para Melhor direção e Melhor trilha sonora original, respectivamente. De todas as competições de cinema que participou, A. I. - Inteligência Artificial se saiu melhor no Prêmio Saturno, onde recebeu sete indicações e venceu cinco: Melhor filme de ficção científica, Melhor roteiro, Melhor performance de um ator jovem (Haley Joel Osment), Melhores efeitos especiais e Melhor música.
| Cerimômia                                   | Data da cerimônia       | Categoria                           | Recipiente(s)                                               | Resultado | Ref.          |
| ------------------------------------------- | ----------------------- | ----------------------------------- | ----------------------------------------------------------- | --------- | ------------- |
| Óscar                                       | 24 de março de 2002     | Melhor trilha sonora                | John Williams                                               | Indicado  | [ 71 ]        |
| Óscar                                       | 24 de março de 2002     | Melhores efeitos visuais            | Dennis Muren, Stan Winston, Michael Lantieri e Scott Farrar | Indicado  | [ 71 ]        |
| BAFTA                                       | 24 de fevereiro de 2002 | Melhores efeitos visuais            | Dennis Muren, Scott Farrar e Michael Lantieri               | Indicado  | [ 74 ]        |
| Associação de Críticos de Cinema de Chicago | 25 de fevereiro de 2002 | Melhor ator coadjuvante             | Jude Law                                                    | Indicado  | [ 75 ]        |
| Associação de Críticos de Cinema de Chicago | 25 de fevereiro de 2002 | Melhor trilha sonora original       | John Williams                                               | Indicado  | [ 75 ]        |
| Associação de Críticos de Cinema de Chicago | 25 de fevereiro de 2002 | Melhor cinematografia               | Janusz Kamiński                                             | Indicado  | [ 75 ]        |
| Empire Awards                               | 5 de fevereiro de 2002  | Melhor filme                        | Steven Spielberg                                            | Indicado  | [ 76 ]        |
| Empire Awards                               | 5 de fevereiro de 2002  | Melhor diretor                      | Steven Spielberg                                            | Indicado  | [ 76 ]        |
| Empire Awards                               | 5 de fevereiro de 2002  | Melhor ator                         | Haley Joel Osment                                           | Indicado  | [ 76 ]        |
| Empire Awards                               | 5 de fevereiro de 2002  | Melhor atriz                        | Frances O'Connor                                            | Indicado  | [ 76 ]        |
| Globo de Ouro                               | 20 de janeiro de 2002   | Melhor direção                      | Steven Spielberg                                            | Indicado  | [ 72 ]        |
| Globo de Ouro                               | 20 de janeiro de 2002   | Melhor ator coadjuvante em cinema   | Jude Law                                                    | Indicado  | [ 72 ]        |
| Globo de Ouro                               | 20 de janeiro de 2002   | Melhor trilha sonora original       | John Williams                                               | Indicado  | [ 72 ]        |
| Saturn Awards                               | 10 de junho de 2002     | Melhor filme de ficção científica   | A.I. Artificial Intelligence                                | Venceu    | [ 77 ] [ 73 ] |
| Saturn Awards                               | 10 de junho de 2002     | Melhor diretor                      | Steven Spielberg                                            | Indicado  | [ 77 ] [ 73 ] |
| Saturn Awards                               | 10 de junho de 2002     | Melhor roteiro                      | Steven Spielberg                                            | Venceu    | [ 77 ] [ 73 ] |
| Saturn Awards                               | 10 de junho de 2002     | Melhor atriz em cinema              | Frances O'Connor                                            | Indicado  | [ 77 ] [ 73 ] |
| Saturn Awards                               | 10 de junho de 2002     | Melhor performance de um ator jovem | Haley Joel Osment                                           | Venceu    | [ 77 ] [ 73 ] |
| Saturn Awards                               | 10 de junho de 2002     | Melhores efeitos especiais          | Dennis Muren, Scott Farrar, Michael Lantieri e Stan Winston | Venceu    | [ 77 ] [ 73 ] |
| Saturn Awards                               | 10 de junho de 2002     | Melhor música                       | John Williams                                               | Venceu    | [ 77 ] [ 73 ] |
| Young Artist Awards                         | 7 de abril de 2002      | Best Leading Young Actor            | Haley Joel Osment                                           | Indicado  | [ 78 ]        |
| Young Artist Awards                         | 7 de abril de 2002      | Best Supporting Young Actor         | Jake Thomas                                                 | Venceu    | [ 78 ]        |